# Nina Herelová
Nina Herelová (* 30. Juli 1993 in Bojnice), verheiratete Nina Wienand Herelová, ist eine slowakische Volleyball-Nationalspielerin. Die Mittelblockerin gewann in mehreren Ländern Meisterschaften und Pokale. In der Saison 2020/21 spielte sie bei den Ladies in Black Aachen.

## Karriere
Herelová begann ihre Karriere 2005 bei VKŽ Prievidza. 2008 wechselte sie zu COP Nitra. Mit den slowakischen Juniorinnen wurde sie 2009 Vierte der U18-Europameisterschaft in den Niederlanden. Im gleichen Jahr nahm sie mit der Mannschaft an der U18-Weltmeisterschaft in Thailand teil. 2010 wechselte die Mittelblockerin zu Slavia UK Bratislava. Mit dem Verein gewann sie 2011 die slowakische Meisterschaft. Mit der Nachwuchs-Nationalmannschaft kam sie bei der U20-WM 2011 in Peru auf den siebten Platz. Mit Slavia UK Bratislava erreichte sie 2012 den dritten Platz in der mitteleuropäischen MEVZA-Liga. 2013 gewann sie das Double aus nationalem Pokal und Meisterschaft. Anschließend ging sie zum österreichischen Verein SVS Post Schwechat. Mit dem Verein wurde sie 2014 und 2015 österreichische Meisterin. Am 14. Mai 2015 gab Herelová ihr Debüt in der A-Nationalmannschaft. Anschließend wurde sie vom tschechischen Erstligisten VK Prostějov verpflichtet. Mit dem Verein gewann sie 2016 Pokal und Meisterschaft, 2017 den Meistertitel und 2018 erneut das Double. In der Saison 2018/19 spielte sie in der polnischen Liga bei BKS Bielsko-Biała. Bei der Europameisterschaft 2019 kam Herelová mit der Slowakei ins Achtelfinale. Danach war sie in Frankreich bei Vandœuvre Nancy Volley-Ball aktiv. 2020 wurde sie vom deutschen Bundesligisten Ladies in Black Aachen verpflichtet. Mit Aachen erreichte sie im DVV-Pokal 2020/21 das Viertelfinale und unterlag als Tabellenachte der Bundesliga-Hauptrunde im Playoff-Viertelfinale gegen den Dresdner SC. Danach wechselte sie zum Ligakonkurrenten 1. VC Wiesbaden.
2016 spielte Herelová auch einige Beachvolleyball-Turniere. Mit Lubica Šipošová nahm sie am CEV-Satellite-Turnier in Baden teil und wurde Neunte beim Continental Cup Final. Mit Natália Přidalová absolvierte sie die Major-Turniere der FIVB World Tour in Poreč, Gstaad und Klagenfurt sowie das Satellite-Turnier in Vaduz.

## Privates
Im August 2024 heiratete sie ihren deutschen Partner Markus Wienand und nahm den Doppelnamen „Wienand Herelová“ an.